# Nebenarme der Weser mit Strohauser Plate und Juliusplate
Nebenarme der Weser mit Strohauser Plate und Juliusplate este o arie protejată (sit de importanță comunitară — SCI) din Germania întinsă pe o suprafață de 1.637,34 ha, integral pe uscat.

## Localizare
Centrul sitului Nebenarme der Weser mit Strohauser Plate und Juliusplate este situat la coordonatele 53°23′39″N 8°28′47″E / 53.3942°N 8.4797°E.

## Înființare
Situl Nebenarme der Weser mit Strohauser Plate und Juliusplate a fost declarat sit de importanță comunitară în iunie 2000 pentru a proteja 7 specii de animale.

## Biodiversitate
Situată în ecoregiunea atlantică, aria protejată conține 8 habitate naturale: Estuare, Terase mlăștinoase și terase nisipoase neacoperite de apă la reflux, Lacuri eutrofice naturale cu vegetație de tip Magnopotamion sau Hydrocharition, Liziere de ierburi înalte hidrofile de câmpie și de nivel montan până la alpin, Fânețe de joasă altitudine (Alopecurus pratensis, Sanguisorba officinalis), Păduri acidofile de stejar bătrân cu Quercus robur pe câmpii nisipoase, Păduri aluvionare cu Alnus glutinosa și Fraxinus excelsior (Alno-Padion, Alnion incanae, Salicion albae), Păduri mixte riverane de Quercus robur, Ulmus laevis și Ulmus minor, Fraxinus excelsior sau Fraxinus angustifolia, de-a lungul marilor râuri (Ulmenion minoris).
La baza desemnării sitului se află mai multe specii protejate:
- mamifere (3): liliac de iaz (Myotis dasycneme), focă obișnuită (Phoca vitulina), marsuin (Phocoena phocoena)
- pești (4): Alosa fallax, Lampetra fluviatilis, Petromyzon marinus, somonul (Salmo salar)